# Vriesea speckmaieri
Vriesea speckmaieri är en gräsväxtart som beskrevs av Walter Till. Vriesea speckmaieri ingår i släktet Vriesea och familjen Bromeliaceae. Inga underarter finns listade i Catalogue of Life.